# 布拉格之春国际音乐节

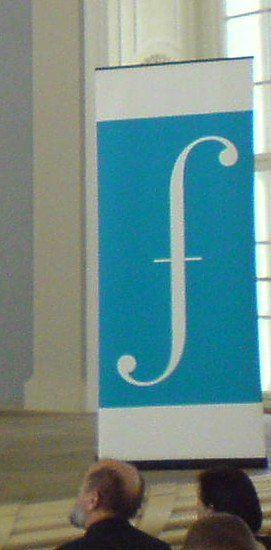
音乐节标志

布拉格之春国际音乐节（捷克語：Mezinárodní hudební festival Pražské jaro）是位于捷克布拉格的世界知名古典音乐節慶活動，始於1946年。自1952年起，该音乐节固定在5月12日開幕，這是贝多伊齐·斯美塔那的忌日，开场曲目則是他的交响诗《我的祖国》。而闭幕音乐会一般上演的是貝多芬第9號交響曲。
音乐节的名称“布拉格之春”后来用来指代發生於1968年的捷克斯洛伐克民运。

## 沿革
1946年的第1屆演出在時任捷克斯洛伐克總統爱德华·贝奈斯的贊助下順利舉行，音樂節的籌委會則是由境內重要的音樂界人士所組成。當年恰逢捷克爱乐乐团創團五十週年，在首席指揮拉法埃尔·库贝利克的領導下，承擔了首屆布拉格之春音樂節的所有管弦樂演出，並邀請著名音樂家如伦纳德·伯恩斯坦、叶夫根尼·姆拉温斯基、查理·明希、吉娜特·內弗、列夫·奥博林、大卫·奥伊斯特拉赫等人共襄盛舉。
和世界上幾個重要的古典音樂節慶相同，布拉格之春音樂節的節目規劃亦考量了國際樂壇動態，包括重要人物的出生／逝世、當代作品的首演，以及捷克本土音樂的推展皆在其視野之中。除此之外，他們對青年音樂家的支持不遺餘力，自1947年起年年舉行國際音樂競賽，自系列競賽中脫穎而出的傑出演奏家包括姆斯季斯拉夫·罗斯特罗波维奇、娜塔莉娅·古特曼、詹姆斯·高威等人。
曾在布拉格之春音樂節亮相演出的音樂家還包括了斯维亚托斯拉夫·里赫特、洛林·马泽尔、赫伯特·冯·卡拉扬、朱利安·劳埃德·韦伯、鲍里斯·佩尔加门席科夫、盧西亞·波普、科林·戴维斯、列奥尼德·柯岗、古斯塔夫·莱昂哈特、安娜-苏菲·穆特、阿尔弗雷德·布伦德尔、海因里希·席夫、利奥波德·斯托科夫斯基、阿蒂尔·奥涅格、阿图尔·鲁宾斯坦以及根纳季·罗日杰斯特文斯基等人。

## 演出場地

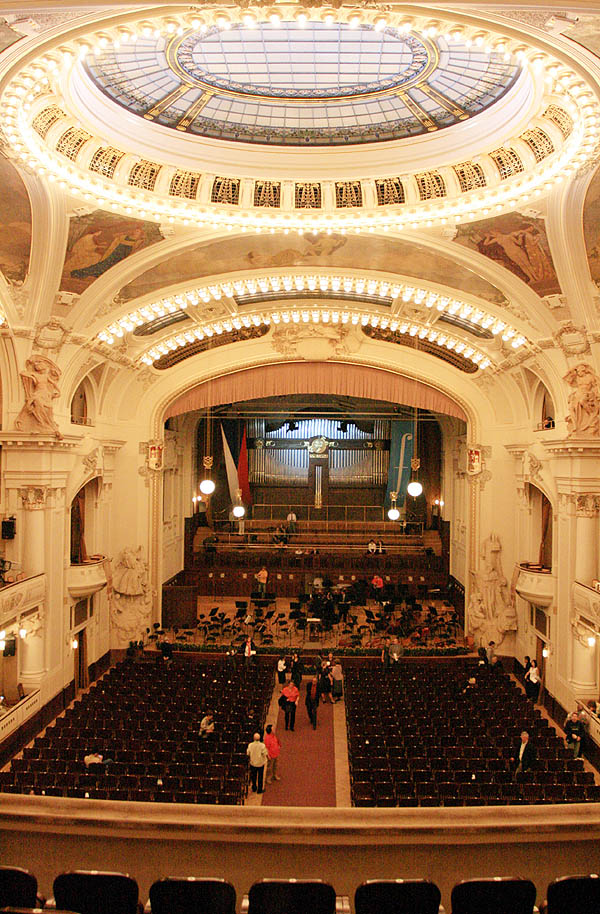
布拉格市民會館

- 鲁道夫音乐厅
- 市民会馆斯美塔那廳（席位較多）[2]